# Magnus Sterner
Carl Magnus Sterner (ur. 1 października 1979 w Leksand) – szwedzki snowboardzista, wicemistrz świata.

## Kariera
Po raz pierwszy na arenie międzynarodowej pojawił się w 1997 roku, startując na mistrzostwach świata juniorów w Corno alle Scale, gdzie zajął 12. miejsce w halfpipe'ie. Jeszcze dwukrotnie startował na imprezach tego cyklu, najlepszy wynik osiągając podczas mistrzostw świata juniorów w Chamrousse w 1998 roku, gdzie w tej samej konkurencji był ósmy.
W Pucharze Świata zadebiutował 16 stycznia 1998 roku w Innichen, zajmując 21. miejsce w halfpipe’ie. Tym samym już w swoim debiucie wywalczył pierwsze pucharowe punkty. Na podium zawodów pucharowych po raz pierwszy stanął 14 marca 1999 roku w Olang, kończąc rywalizację w snowcrossie na drugiej pozycji. W zawodach tych rozdzielił swego rodaka, Pontusa Ståhlkloo i Kanadyjczyka Bena Wainwrighta. Łącznie osiem 16 stawał na podium zawodów PŚ, odnosząc przy tym cztery zwycięstwa: 18 marca 2000 roku w Livigno, 10 grudnia 2000 roku w Whistler, 7 grudnia 2002 roku w Tandådalen i 1 marca 2003 roku w Sapporo triumfował w halfpipe’ie. Najlepsze wyniki osiągnął w sezonie 1998/1999, kiedy to zajął szóste miejsce w klasyfikacji generalnej i drugie w klasyfikacji snowcrossu. Ponadto sezonie 2000/2001 zdobył Małą Kryształową Kulę w klasyfikacji halfpipe’a, a w sezonach 1999/2000 i 2002/2003 był w niej drugi.
Jego największym sukcesem jest srebrny medal w snowcrossie wywalczony na mistrzostwach świata w Berchtesgaden w 1999 roku. Uplasował się tam między kolejnym Szwedem, Henrikiem Janssonem i Zeke'iem Steggallem z Australii. Był też między innymi siódmy w halfpipe’ie podczas mistrzostw świata w Madonna di Campiglio w 2001 roku. Brał też udział w igrzyskach olimpijskich w Salt Lake City, gdzie zajął 11. miejsce w halfpipe’ie.
W 2006 r. zakończył karierę.
Jego brat, Fredrik, także był snowboardzistą.

## Osiągnięcia

### Igrzyska olimpijskie
| Miejsce | Dzień     | Rok  | Miejscowość    | Konkurencja | Zwycięzca   |
| ------- | --------- | ---- | -------------- | ----------- | ----------- |
| 11.     | 11 lutego | 2002 | Salt Lake City | Halfpipe    | Ross Powers |

### Mistrzostwa świata
| Miejsce | Dzień       | Rok  | Miejscowość          | Konkurencja    | Zwycięzca        |
| ------- | ----------- | ---- | -------------------- | -------------- | ---------------- |
| 20.     | 16 stycznia | 1999 | Berchtesgaden        | Halfpipe       | Ricky Bower      |
| 2.      | 17 stycznia | 1999 | Berchtesgaden        | Snowboardcross | Henrik Jansson   |
| 7.      | 27 stycznia | 2001 | Madonna di Campiglio | Halfpipe       | Kim Christiansen |
| 25.     | 17 stycznia | 2003 | Kreischberg          | Halfpipe       | Markus Keller    |
| 24.     | 22 stycznia | 2005 | Whistler             | Halfpipe       | Antti Autti      |

### Puchar Świata

#### Miejsca w klasyfikacji generalnej
- sezon 1997/1998: 127.
- sezon 1998/1999: 6.
- sezon 1999/2000: 14.
- sezon 2000/2001: 13.
- sezon 2001/2002: –
- sezon 2002/2003: –
- sezon 2003/2004: –
- sezon 2004/2005: –
- sezon 2005/2006: 86.

#### Miejsca na podium
1. Olang – 14 marca 1999 (snowcross) – 2. miejsce
2. Berchtesgaden – 15 stycznia 2000 (halfpipe) – 3. miejsce
3. Grächen – 22 stycznia 2000 (halfpipe) – 2. miejsce
4. Park City – 4 marca 2000 (halfpipe) – 3. miejsce
5. San Candido – 11 marca 2000 (halfpipe) – 2. miejsce
6. Livigno – 18 marca 2000 (halfpipe) – 1. miejsce
7. Whistler – 10 grudnia 2000 (halfpipe) – 1. miejsce
8. Kronplatz – 18 stycznia 2001 (halfpipe) – 3. miejsce
9. Sapporo – 16 lutego 2001 (snowcross) – 2. miejsce
10. Asahikawa – 25 lutego 2001 (halfpipe) – 2. miejsce
11. Ruka – 16 marca 2001 (halfpipe) – 2. miejsce
12. Whistler – 7 grudnia 2001 (halfpipe) – 2. miejsce
13. Laax – 1 grudnia 2002 (halfpipe) – 3. miejsce
14. Tandådalen – 7 grudnia 2002 (halfpipe) – 1. miejsce
15. Stoneham – 21 grudnia 2002 (halfpipe) – 2. miejsce
16. Sapporo – 1 marca 2003 (halfpipe) – 1. miejsce